# 제약된 최적화
제약된 최적화(constrained optimization 또는 constraint optimization)는 수학적 최적화에서 해당 변수에 대한 제약 조건이 있는 일부 변수와 관련하여 목적 함수를 최적화하는 프로세스이다. 목적 함수는 최소화되어야 하는 비용 함수 또는 에너지 함수이거나 최대화되어야 하는 보상 함수 또는 효용 함수이다. 제약 조건은 충족해야 하는 변수에 대한 조건을 설정하는 하드 제약 조건이거나 변수에 대한 조건이 그 정도에 따라 목적 함수에서 불이익을 받는 일부 변수 값을 갖는 소프트 제약조건(soft constraint)일 수 있다.

## 제약조건 만족 문제와의 관계
제약 최적화 문제(COP)는 고전적인 제약 충족 문제(CSP) 모델을 크게 일반화한 것이다. COP는 최적화할 목적 함수를 포함하는 CSP이다. 최적화 부분을 처리하기 위해 많은 알고리즘이 사용된다.

## 같이 보기
- 제약 충족 문제
- 정수 계획법